# Bronisław Kwiatkowski
Bronisław Kwiatkowski (født 5. maj 1950, død 10. april 2010) var en polsk officer, der var øverstbefalende for forsvarskommandoen.
Han omkom under et flystyrt den 10. april 2010, sammen med bl.a. Polens præsident Lech Kaczyński.